# 亀萬酒造
亀萬酒造合資会社（かめまんしゅぞう）は、熊本県葦北郡津奈木町にある日本の酒造会社。天然醸造としては日本最南端の蔵元である。

## 概要
創業は1916年（大正5年）である。熊本県と鹿児島県の県境近くに位置しており、天然醸造には気候的にぎりぎりの環境であるが、多量の氷で醪の温度を調整する「南端氷仕込み」という独自の方法で仕込みを行っている。

## 代表銘柄
- 宝亀
- 珍珠
- 緋穂（ひすい） - 古代赤米を原料とする日本酒[3]。